# Sorobango
 (juin 2020).
Si vous êtes l’auteur de ce texte, vous êtes invité à donner votre avis ici. À moins qu’il soit démontré que l’auteur de la page autorise la reproduction et que ce contenu soit compatible avec les principes fondateurs de Wikipédia, cette page sera supprimée ou purgée au bout d’une semaine maximum. En attendant le retrait de cet avertissement, veuillez ne pas réutiliser ce texte.
Sorobango est une localité du nord-est de la Côte d'Ivoire et appartenant au département de Bondoukou, district du Zanzan, région du Gontougo. La localité de Sorobango est un chef-lieu de commune.

## Histoire
Village de Soro N'Tio
La légende des Coulibaly branche de N’Tio Soro venue de Kong. N’Tio Soro (Sorobango) demande l’hospitalité aux Nafanas du Gontougo – Côte d’Ivoire.
Poursuivis par des assaillants, ils arrivent devant un fleuve mais ne trouvent pas de pirogues pour le traverser. Ils réussiront à le franchir grâce à un gros poisson chat, un silure, qui, les aurait transportés sur son dos. De cet épisode, la famille de N'TIO prendra le nom de « Coulibaly », Kulun-Bali signifiant en bambara « Sans Pirogue » (Kulun = « Pirogue », Bali = « Sans », Négation).
Ce serait également là l'origine de l'interdiction alimentaire concernant le silure pour les Coulibaly puisque le poisson est sacré par les Nafanas depuis la région d'Obiro (noir) dans le Poni (poisson) au Burkina Faso.
M’Pessoba ou M’Pèkan (en minianka, « le village de M’pè », vient du nom de son fondateur, M’pè. En voulant installer sa hutte, M’pè devait couper certains arbres pour se faire de la place. Ce faisant, il découvrit un serpent totalement inoffensif. Il décida alors de s’installer à côté du reptile, et lui construisit également une case qui existe toujours au Mali, mais légèrement agrandie par les descendants.
Depuis ce jour, M’pèwo, ou « le serpent de M’pè », est lié aux traditions de la famille Coulibaly qui habite dans le quartier qui porte le nom de son fondateur : N’tio. Le M’pèwo ressemble au boa, mais en plus petit. Il n’attaque jamais les personnes et ne se déplace jamais le jour. On peut cependant le voir lorsque le jour le surprend dans une concession. Alors, les occupants le mettent à l’abri ou le montrent aux visiteurs. Mais s’il arrivait au M’pèwo de se montrer autrement le jour, c’est pour annoncer un malheur voilà pourquoi les coulibaly ont suivi le Prince Akomi le maître du captif Kampo venu de Kong et fondateur de Kagbolodougou (Sikasso-Mali) en passant par Kagbolo (Sinématiali-Côte d’Ivoire) jusqu’à BONDOUKOU.
À Wointina (situé à 15 km de Koutiala) se trouve une mare, près du lieu-dit « Koungo djan », connu sous le nom de « Nangayawa » : en minianka, la « mare aux supplices ». Cette mare ne tarit jamais, même pendant les grandes périodes de sècheresse. On ne met pas le pied dans le « Nangayawa », on ne s’y lave pas, et on n’y pêche pas, sous peine d’y disparaître immédiatement. Autrefois, le malfaiteurs pris dans le village, la main dans le sac, étaient jetés dans le « Nangayawa » où ils disparaissaient définitivement.
Bougoula, situé à 6 km de Sikasso, est un village créé par Mansa Daoula (Nafana de Kong) qui en fit sa capitale. Il y avait édifié 9 petites huttes où il passait la saison des pluies. De ce premier établissement, il ne reste que 3 huttes.
Dans la première, le roi recevait ses sujets et ses hôtes. La deuxième servait d’appartement privé : c’est d’ailleurs dans cet appartement que Mansa Daoula fut préparé avant son inhumation. La troisième hutte renferme les armes du souverain : lances aux lames empoisonnées, haches de guerre…
Le Mamelon sacré est le refuge d’un boa, génie protecteur de la ville de Sikasso. Sur ce mamelon, Tiéba avait fait édifier un bâtiment à étages pour y recevoir, mais surtout, pour surveiller la région. Ce bâtiment a été démoli et remplacé aujourd’hui par…une piste de danse.
Le Tata est une fortification érigée par Tièba vers 1880 pour décourager les assauts des assaillants. Le Tata extérieur mesurait 9 km. Seules les fondations en subsistent de nos jours : d’énormes masses de latérite et de pierre, larges à leur base d’environ 6 m. À l’extérieur, le mur était protégé par de profondes tranchées et comportait, à l’intérieur, un chemin de ronde placé à une hauteur de 4 m. Cinq portes le fermaient : une au Nord, deux à l’Ouest et une au Sud. À l’intérieur de cette première enceinte s’élevait une seconde qui isolait les quartiers des officiers et des marchands. Chaque chef d’armée y avait fait édifier ses propres maisons fortifiées autour d’un troisième et dernier Tata qui encerclait la demeure royale : le Dionfooutou. Ainsi protégé, Sikasso a résisté à la plupart des assiégeants ; notamment l’Almamy Samory qui, pendant quinze mois, avait tenté de réduire la ville à la famine.
Les Grottes de Missirikoro sont situées à 11 km de Sikasso. Selon la légende, la falaise a surgi à partir d’un différend entre deux villages, à propos de la propriété d’une terre. Chaque village avait formulé un vœu : la transformation du lieu en mare ou en falaise, selon que l’un des deux villages ait raison sur l’autre.
C’est ainsi que la falaise s’est dressée avec, en son sein, cette sorte de mosquée dans laquelle le voyageur pouvait toujours trouver à manger, jusqu’au jour où… un malin détruisit le mythe.
Dans une petite mare située dans la colline dite « Fakokoulou » qui surplombe le village de Kébéni, on trouve des poissons sacrés (de type polio) liés à l’histoire du village. On les appela dès lors les Poissons sacrés de Kébéni. Autrefois, ces poissons étaient l’objet d’un sacrifice rituel qui tend de plus en plus à disparaître de nos jours. Jadis, les gens se rendaient à cette mare pour formuler des vœux. Si les vœux devaient être exaucés, les poissons mangeaient la nourriture qui leur était jetée. Dans le cas contraire, ils ne manifestaient aucun intérêt pour ladite nourriture.
La Fête des Diables à Diban (Bougouni) est une manifestation qui avait lieu tous les sept ans pour commémorer les mânes des ancêtres et sécuriser les exploitations. Elle avait lieu en début d’hivernage. Pendant les manifestations, les non-initiés se terraient dans les cases, terrifiés par le bruit des sabots de chevaux invisibles et des cris divers.
Diban organisait différentes manifestations rituelles qui étaient l’occasion de rassembler les enfants du pays, de célébrer des mariages et de transmettre les traditions. Ces manifestations sont connues sous le nom de « Dugu son » (offrande au village).
Jelefura est la première manifestation liée à des traditions initiatiques de type Komo. Elle a lieu en période sèche (en mars). Le Komofura a lieu le samedi suivant la célébration du Jelefura.
C’est une sorte de conseil des anciens : un cercle très fermé. Le Dugu son a lieu une semaine après le Komofura. C’était la principale manifestation à l’occasion de laquelle tous les ressortissants du Bana se retrouvaient à Diban. Actuellement, quelques anciens, restés toujours animistes, perpétuent encore cette tradition.
Sounkolo est à 11 km de Zangasso. Les Caïmans qu’on y rencontre encore, tant dans le village que dans la mare, vivent en bonne entente avec les villageois. Selon la tradition, lorsqu’un de ces caïmans est abattu et mangé dans le village, et qu’un seul de ses os (aussi infime soit-il) y reste, les eaux des puits et des pluies vont se raréfier.
Louis-Gustave Binger l'atteint le lundi 3 décembre 1888. Il écrit : « Sorobango est située, comme Tambi, sur un plateau inculte ; à part les magnifiques bananes du village, rien n'y pousse, si ce n'est une herbe courte et mince toute desséchée par le soleil. C'est pourtant cet endroit qui sert de lieu de pâture au troupeau de Sorobango, que j'évalue à 400 têtes de bétail ».
Il évalue la population à 800 ou 1 000 habitants... puis décrit la mosquée.